# Paul D. Hunt (Schauspieler)
Paul David Hunt (* 14. Oktober 1978) ist ein US-amerikanischer Schauspieler, Filmproduzent und Tontechniker.

## Leben
Hunt startete seine Karriere in der Filmindustrie als Mitarbeiter in einer Filmcrew, sammelte aber bald erste Erfahrungen als Schauspieler. Seine Eindrücke veranlassten ihn dazu, Filmproduktion an der Utah Valley University zu studieren. Über Rollen als Statist oder Komparse in Kurz- und Spielfilmen hatte er 2012 in den Spielfilmen Osombie und Elizabeth’s Gift erste größere Nebenrollen. 2013 verkörperte er in Schattenkrieger – The Shadow Cabal eine der Hauptrollen. Es folgten weitere Charakterrollen in Spielfilmen von John Lyde wie 2014 in Sternenkrieger – Survivor.
Hunt ist außerdem seit 2005 in verschiedenen Funktionen innerhalb der Tontechnik tätig. Seit 2007 tritt er auch als Filmproduzent, überwiegend für Kurzfilme, in Erscheinung.

## Filmografie

### Schauspiel
- 2005: Of Genies and Goldfish (Kurzfilm)
- 2007: No Middle Ground (Kurzfilm)
- 2008: CTU: Provo
- 2008: The Eleventh Hour
- 2009: Dark Exchange (Kurzfilm)
- 2009: One Man’s Treasure
- 2009: Das Weihnachtswunder (Christmas Angel)
- 2009: Walking by Life (Kurzfilm)
- 2009: In October (Kurzfilm)
- 2010: A Favor for Edgar (Kurzfilm)
- 2010: Das Leuchten der Stille (Dear John)
- 2011: Scents and Sensibility
- 2011: Watch Your Step (Kurzfilm)
- 2011: Snow Beast – Überleben ist alles (Snow Beast)
- 2012: Abide with Me (Kurzfilm)
- 2012: Osombie
- 2012: Civil Love
- 2012: Elizabeth’s Gift
- 2013: Schattenkrieger – The Shadow Cabal (SAGA – Curse of the Shadow)
- 2013: Pretty Darn Funny (Fernsehserie, Episode 2x05)
- 2013: Christmas for a Dollar
- 2014: Sternenkrieger – Survivor (Survivor)
- 2014: One Shot
- 2014: No Ordinary Shepherd (Kurzfilm)
- 2014: Der Weihnachtsdrache (The Christmas Dragon)
- 2014: Mochila: A Pony Express Adventure (Kurzfilm)
- 2015: Austentatious (Fernsehserie, 7 Episoden)
- 2015: The Cokeville Miracle
- 2015: Waffle Street
- 2016: Singing with Angels
- 2016: Mythica: The Iron Crown
- 2016: Drop Off
- 2017: Carthage
- 2017: My Broken Horse Christmas (Kurzfilm)
- 2018: The Christmas Apron (Kurzfilm)
- 2020: Her Deadly Reflections
- 2020: Retreat to Paradise

### Produktion
- 2007: No Middle Ground (Kurzfilm)
- 2008: CTU: Provo
- 2011: Hunger Games: The Second Quarter Quell (Kurzfilm)
- 2012: Abide with Me (Kurzfilm)
- 2012: Orangen zu Weihnachten (Christmas Oranges)
- 2013: Christmas for a Dollar
- 2014: No Ordinary Shepherd (Kurzfilm)
- 2015: Miracle Maker
- 2016: Come Unto Me (Kurzfilm)
- 2016: Drop Off
- 2017: The Killing Pact (Fernsehfilm)
- 2020: Her Deadly Reflections

### Tontechnik
- 2005: Of Genies and Goldfish (Kurzfilm)
- 2007: No Middle Ground (Kurzfilm)
- 2008: Emma Smith: My Story
- 2008: 1900 Joe (Kurzfilm)
- 2010: You’re So Cupid!
- 2014: 16 Stones
- 2016: Singing with Angels
- 2017: The High Road (Kurzfilm)
- 2017: An Hour Behind
- seit 2017: Studio C (Fernsehserie)
- 2018: Not Cinderella’s Type
- seit 2019: Show Offs (Fernsehserie)
- 2020: Retreat to Paradise
- 2020: Young Joseph 1820 (Kurzfilm)